# Oyo Hotel & Casino Las Vegas
Pour les articles homonymes, voir San Remo.
 (juin 2021).
Si vous disposez d'ouvrages ou d'articles de référence ou si vous connaissez des sites web de qualité traitant du thème abordé ici, merci de compléter l'article en donnant les références utiles à sa vérifiabilité et en les liant à la section « Notes et références ».
Le Oyo Hotel & Casino Las Vegas est un hôtel-casino appartenant au groupe hôtelier indien Oyo Rooms et situé à Las Vegas, aux États-Unis.

## Historique
En 1989, Eastern and Western Hotel Corp. rachète l'hôtel.
En octobre 2004, l'Hotel San Remo signe un accord avec le groupe Hooters pour changer le nom du casino en Hooters Casino Hotel. Un décor tropical est annoncé. Le nombre de chambres passe de 711 à 686. La réouverture de l'hôtel rénové avec son nouveau nom est programmée pour 2006.
En août 2019, le groupe indien Oyo Rooms rachète le Hooters Casino Hotel et le renomme Oyo Hotel & Casino Las Vegas. Le Oyo Hotel & Casino Las Vegas a ouvert ses portes en septembre 2019.
Avant de porter ce nom, il a connu d'autres propriétaires et d'autres dénominations :
- Hooters Casino Hotel (2006-2019)
- Hôtel San Rémo (1989-2006)
- 20th Century, Treasury,  Pacifica et Polynesian (successivement de 1976 à 1989)
- Paradise Hotel (1975-1976)
- Howard Johnson Hotel (1973-1975)

## Description
Le Oyo Hotel & Casino Las Vegas est situé juste derrière le Tropicana. L'hôtel propose 686 chambres et dispose de plusieurs restaurants (dont Dan Marino's, The Bait Shoppe et The Dam Restaurant), de plusieurs bars (Martini Bar, Pete and Shorty's Book and Bar, Nippers) et d'une boîte de nuit (Porch Dogs Bar).
Le casino dispose de 32 tables de jeux et de 670 machines à sous. 
L'hôtel dispose aussi d'une piscine et d'un spa (salon de détente et de relaxation).
L'hôtel est géré par la société Highgate, les jeux d'argent par Paragon Gaming, et le restaurant principal par Hooters.